# Susumu Tonegawa

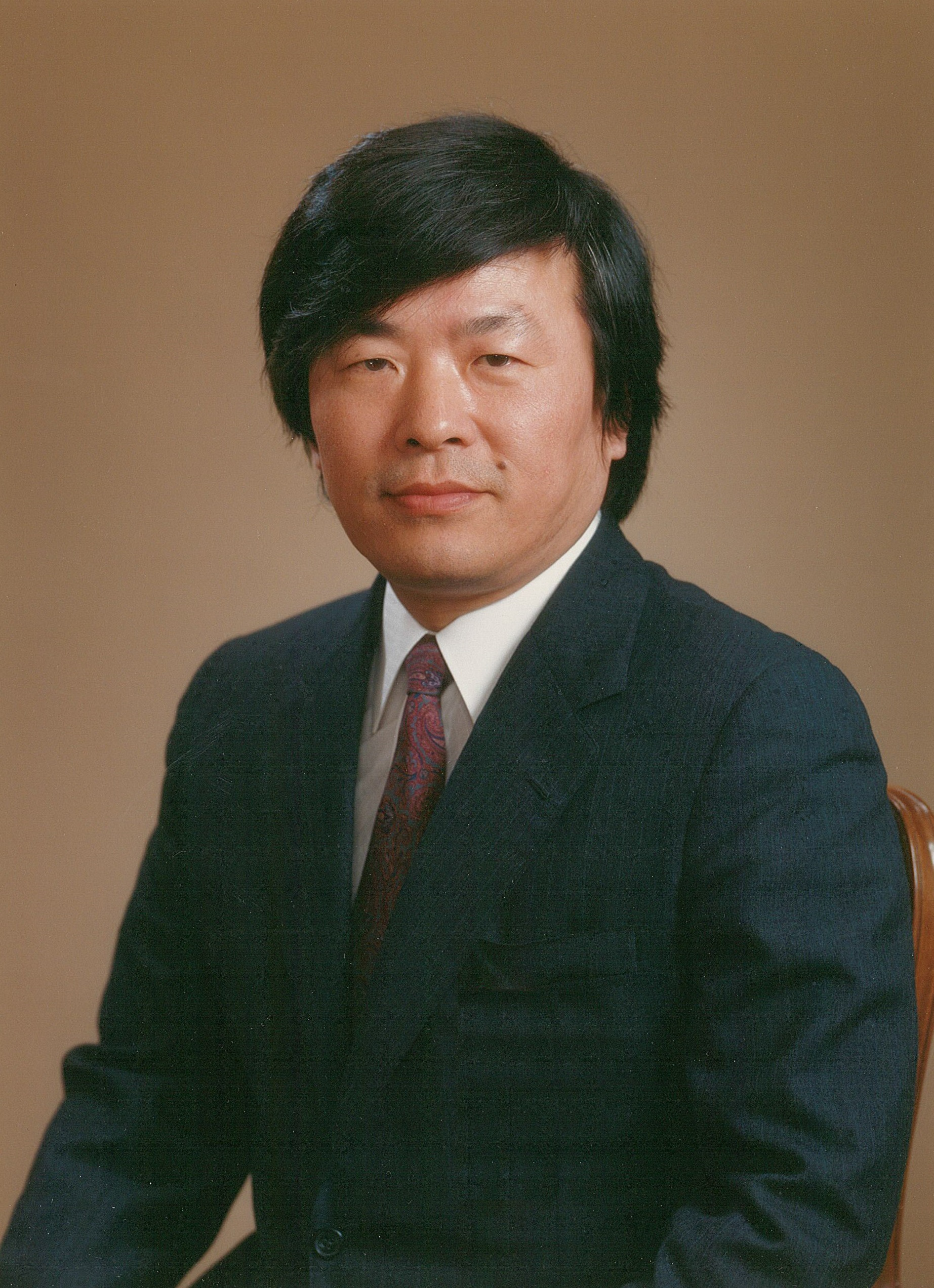
Tonegawa Susumu

Susumu Tonegawa (japanisch 利根川 進 Tonegawa Susumu, * 6. September 1939 in Nagoya) ist ein japanischer Molekularbiologe und Immunologe.
Er erhielt 1981 den Asahi-Preis und den Avery-Landsteiner-Preis, 1982 den Louisa-Gross-Horwitz-Preis, 1983 einen Gairdner Foundation International Award, 1986 den Robert-Koch-Preis und 1987 sowohl den Albert Lasker Award for Basic Medical Research als auch den Nobelpreis für Medizin für die Entdeckung der genetischen Grundlage für das Entstehen des Variationsreichtums der Antikörper. Er wurde außerdem 1984 in die American Academy of Arts and Sciences und 1986 in die National Academy of Sciences aufgenommen. Am 8. August 1998 wurde der Asteroid (6927) Tonegawa nach ihm benannt.

## Leben
Tonegawa wurde 1939 als Sohn eines Ingenieurs einer Textilfabrik geboren. Er ist der zweite von drei Söhnen und hat eine jüngere Schwester. Aus beruflichen Gründen musste Tonegawas Vater regelmäßig von einem Produktionsort seiner Arbeitgebers zum nächsten ziehen. Tonegawa wuchs dadurch in mehreren Kleinstädten in ländlichen Gegenden auf. Als er älter wurde, schickten ihn seine Eltern nach Tokio zu einem Onkel, damit er die besseren Bildungsmöglichkeiten der Großstadt nutzen kann. Tonegawa besuchte die renommierte Hibiya-Schule, an der er ein Interesse für Chemie entwickelte. Nach dem Schulabschluss nahm er deshalb an der Aufnahmeprüfung für die Fakultät für Chemie der Universität Kyōto teil. Nachdem er beim ersten Versuch durchgefallen war, bekam er 1959 einen Studienplatz.
Nach seinem Studienabschluss erhielt Tonegawa eine Promotionsstelle am Institut für Virusforschung der Universität von Kobe, aber nach nur zwei Monaten riet ihm sein betreuender Professor wegen der besseren Lehrprogramme in die USA zu gehen. Die Graduate School der Fakultät für Biologie der Universität von Kalifornien in San Diego nahm ihn an und 1968 erhielt Tonegawa den Ph.D. Er blieb anschließend bis 1969 am Labor von Professor Hayashi als Postdoktorand und ging dann an das Labor von Renato Dulbecco an das Salk Institute for Biological Studies. Da der Ablauf seines Visums anstand, nahm er die Möglichkeit, an das Institut für Immunologie Basel zu wechseln, wahr, forschte dort unter Niels K. Jerne und blieb dort von 1971 bis 1981. Dann nahm er eine Professorenstelle am MIT an, die er bis heute innehat. Hier hat er sich den Neurowissenschaften zugewandt. Mit den neuesten Methoden der genetischen Manipulation, wie konditionellen Mutanten der Maus und optogenetischen Methoden, enträtselt er die molekularen und zellulären Mechanismen sowie die neuronalen Netzwerke als Grundlagen von Lernen und Erinnern. Am MIT ist Tonegawa Picower Professor of Biology and Neuroscience und Direktor des RIKEN-MIT Center for Neural Circuit Genetics sowie des RIKEN Brain Science Institute. Er ist auch Forscher am Howard Hughes Medical Institute.
1983 wurde Tonegawa als Person mit besonderen kulturellen Verdiensten geehrt, 1984 wurde er mit dem Kulturorden ausgezeichnet.